# Auffangtatbestand
Ein Auffangtatbestand bezeichnet im Strafrecht allgemeinere Gesetzesvorschriften, die anwendbar sind, wenn andere, speziellere Gesetzesvorschriften nicht greifen bzw. dem Täter nicht nachzuweisen sind. Dies entspricht dem Subsidiaritätsprinzip. Spezielle Tatbestände haben dabei Vorrang vor den allgemeineren Tatbeständen und damit vor den Auffangtatbeständen: lex specialis derogat legi generali (deutsch: „das speziellere Gesetz verdrängt die allgemeineren Gesetze“). Ist bei einem Straftatbestand sowohl Fahrlässigkeit als auch Vorsatz strafbar, so kann nach Fahrlässigkeit verurteilt werden, wenn der Vorsatz nicht nachweisbar ist.
Beispiel: Im deutschen Recht ist die Unterschlagung der Auffangtatbestand, wenn weder Diebstahl noch Betrug einschlägig sind (bei Vermögensdelikten).